# Joseph Hoeing Kastle

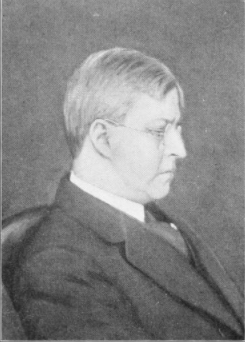
Joseph Hoeing Kastle

Joseph Hoeing Kastle (* 25. Januar 1864 in Lexington; † 24. September 1916 ebenda) war ein US-amerikanischer Chemiker.

## Leben
Joseph Hoeing Kastle machte 1884 den Bachelor of Science am Agricultural and Mechanical College of Kentucky (heute University of Kentucky). Zwei Jahre später folgte der Master. Anschließend erlangte er an der Johns Hopkins University einen Doktortitel. Im Jahr 1888 kehrte er an die University of Kentucky zurück, wo er als Professor tätig war und das Programm für organische und landwirtschaftliche Chemie leitete. 1905 gab er diese Tätigkeit auf und wurde Leiter der Abteilung für Chemie des Public Health and Marine Hospital Service. Im Jahr 1889 gründete er zusammen mit einigen Kollegen die UK Alumni Association, deren Präsident er von 1891 bis 1902 war. Von 1909 bis 1911 leitete er die Fakultät für Chemie der University of Virginia. Ab 1912 bis kurz vor seinem Tod im Jahr 1916 war er Dekan des College of Agriculture der University of Kentucky. Er veröffentlichte über 100 wissenschaftliche Publikationen und verfasste Beiträge für Journals und Tageszeitungen. Nach ihm benannt wurde Kastle Hall auf dem Campus der University of Kentucky.
Kastle entwickelte einen Hämoglobin-Vortest, bei dem Phenolphthalein als Indikator verwendet wird. Dieser wurde später von Erich Meyer weiterentwickelt und ist als Kastle-Meyer-Test bekannt.